# Vaccinium erythrocarpum
Vaccinium erythrocarpum, позната и као јужњачка планинска брусница, медвеђа бобица и арандо, врста је бруснице из породице вресова (Ericaceae). 
Vaccinium erythrocarpum је листопадни грм висине до пола метра. Цвета током јуна месеца, појединачни цветови су хермафродити, а опрашивање се врши помоћу инсеката. Плодови су црвенкасте бобице слаткастог укуса. Расте у шумама и подручјима са умереном сеном.
Постоје две подврсте:
- , расте на југоистоку Сједињених Држава, у јужном делу Апалача од Западне Вирџиније до североистока Џорџије.[5]
- , расте на подручју источне Азије (Кина, Јапан и Корејско полуострво).